# Szent György vára (Caska)
Szent György vára egy várrom Horvátországban, Pag szigetén a Novaljához tartozó Caska határában.

## Fekvése
A vár maradványai a Pag-sziget közepébe mélyen benyúló Caska-öböl északi partján, egy 55,2 méteres tengerszint feletti magasságú domb tetején találhatók. Az egész dombot sűrű mediterrán erdők és legelők veszik körül, így egy kis zöld oázist képez a Pag karsztos felszínén. Az erőd romjai déli irányból, a Novalja-Metajna útról érhetők el. A Caska felé vezető kereszteződésnél északra fordulunk egy száz métert emelkedő makadámútra. Az út végén, az utolsó házikónál kelet felé fordulunk egy ösvényen, amelyet északi oldalán egy szárazon rakott kőkerítés, a déli oldalon pedig egy támfal határol, amely párhuzamosan halad a Szent György erőd délnyugati oldalával. Az erőd déli sarkán áthaladva az út élesen észak felé fordul, és éppen azon kőszikla alatt vezet, amelyre az erőd épült. Innen a meredek emelkedő még néhány percig tart. Az erődhöz a meredek délkeleti sziklák mentén vagy egy enyhe kitérővel az erőd északkeleti fala mentén lehet felmászni.

## Története
Pag-sziget északnyugati részén, azon a területen, amelyen most Novalja városa, és a hozzá tartozó Stara Novalja és Caska fekszik, az ókorban és a késő ókorban Cissa néven egy nagyméretű település alakult ki. Az első nagyobb település a 2. vagy 3. században a mai Caska területén keletkezett. Fejlődésével párhuzamosan Novalja és Stara Novalja térségében is kifejlődnek olyan települések, amelyek magja eredetileg külön erődítményekkel biztosított kikötőhelyekből állt. A 4. század második felében történt földrengésben megsemmisült az ősi Cissa és a térség központja Novalja lett, ahol erős és nagy ókeresztény közösség alakult ki. Novalja erődfalai között felépítettek egy nagy városi bazilikát, valamint Jaz és Punta Mira közelében két kisebb sírtemplomot. Az egész késő ókori települést erődök és őrtornyok övezete védte. Maradványaikat eddig Caskában a Szent György-dombon, a Klopotnica-öböl feletti magaslaton, Novaljától északra a Košlja-halmon, Stara Novalja közelében Trinićelen, a Svetojanj-félszigeten, a kolani forrásnál, Zaglava szélén a Košljun-dombon, Stara Novaljánál Petrićen, a Gajc feletti Slatinán és a sziget legnyugatibb csücskén, Luna közelében találták meg.
Bár Cissáról számos szerző írt már korábban is, az erődítményeket csak hellyel-közzel említették meg, leggyakrabban földrajzi elhelyezkedésükre vagy az építészeti maradványok részleges ismertetésére hivatkozva. Mijo Sabljar, Mate Suić, Ivo Petricioli és Ante Šonje voltak az első kutatók, akik a Szent György-dombon valószínűsítették egy késő ókori erődítmény létezését. Feltevéseiket a magaslat rendkívül domináns helyzetére alapozták, ahonnan az öböl teljes területe és a Novaljai-mező területe is belátható. Feltevésüket az itt talált bizánci aranypénz is megerősítette. A romok első alaprajzát Mijo Sabljar készítette el, míg Ivo Petricioli tette közzé a Szent György templom, és szomszédságában lévő romok első rövid leírását. Egyes kutatók azt feltételezik, hogy az erődöt az ősi Cissa védelmére építették a 2. vagy a 3. században. Ez az erőd a 4. század második felében történt földrengés során megsemmisült, de ezt követően a keleti gótok újjáépítették, akik a kikötő mentén az ókori Cissa romjain új települést építettek. Az 535-től 555-ig tartó gót-bizánci háború alatt a települést lerombolták. A Pag-sziget bizánci meghódítása után az erődöt újjáépítették, és az Adriai-tenger keleti partvidékén felépített bizánci védelmi lánc része volt. A 7. században a bizánci uralom bukásával a térségben az avarok és szlávok inváziója során az erőd az uralmuk alá került, és ott egészen 1203-ig folytatódott az élet, amikor a Rab és Zára közötti konfliktusokban lerombolták és elhagyták. Az erőd lerombolása után a Szent György templom volt az egyetlen épület, amely a 19. század végéig tartó rendszeres karbantartásnak köszönhetően viszonylag jól megmaradt.

## A vár leírása
A vár első alaprajzát Mijo Sabljar tette közzé Bag-Pag útleírásában. Ez a rajz egy olyan erődítményt mutat, amely a terep konfigurációját és irányát tekintve a könnyebb tájékozódás érdekében az ún. felső- és alsóvárra osztható. A vár teljes hossza ezen az alaprajzon északnyugat-délkeleti irányban körülbelül 60 méter, szélessége pedig északnyugat-délkeleti irányban körülbelül 24 méter. A felsővár a délkeleti részen, a domb felső részének legmagasabb részén található. Egy kisebb négyszöget képez, amelynek hossza északnyugat-délkeleti irányban körülbelül 24 méter, szélessége pedig északkelet-délnyugati irányában 18 méter. A felsővár belsejében Sabljar több olyan épület maradványait rajzolta meg, amelyek romjai ma is láthatóak.
A Szent György templom a vár keleti sarkában található. A vár déli részén több épület maradványai helyezkednek el. A felsővár fennsíkjának északnyugati peremén és az északkeleti körítőfal mentén is épületek álltak. Pontosan ez, a fennsík északnyugati széle az a határ, amelyet képzeletbeli vonalként tartanak számon a felső és az alsóvár elválasztásában. A vár déli sarkában lévő épületek a felsővár délnyugati körítőfalának meghosszabbításával szemben találhatók. A felsővár külső oldalán egy kőszikla található, amelyen a vár keleti és déli oldala nyugszik. Az alsóvár a felsővár északnyugati oldalára és lejtőjére támaszkodik. Ez az oldal északnyugat-délkeleti irányban körülbelül 36 méter hosszú, az északkelet-délnyugati irányban pedig körülbelül 24 méter szélességű, kivéve az északi részt, ahol az ennek a négyszögnek a képzeletbeli szöge átlósan, minjegy 10,5 méter hosszan van elvágva az alsóvár északnyugati és északkeleti falai között.